# Pittacium pittacium
Pittacium pittacium är en plattmaskart som beskrevs av Szidat 1939. Pittacium pittacium ingår i släktet Pittacium och familjen Philophthalmidae. Inga underarter finns listade i Catalogue of Life.